# Rio Nagara
O rio Nagara (長 良 川, Nagara-gawa) é um rio na ilha Honshu, que tem a sua origem na cidade de Gujo na Prefeitura de Gifu e desemboca na cidade de Kuwana na Prefeitura de Mie, no Japão. Junto com o rio Kiso e rio Ibi, o rio Nagara compõe a bacia conhecida como os Três Rios de Kiso que banham a fértil planície de Nobi.

## História e geografia
Anteriormente, o rio recebia o nome de rio Sunomata (墨 俣 川 Sunomata-gawa). A Batalha de Sunomatagawa aconteceu nas margens do rio de mesmo nome em 1181, durante a Guerra Genpei no final do Período Heian da História do Japão. Em 1556, durante o Período Muromachi, aconteceu no mesmo local a Batalha de Nagaragawa.
O Nagara também é famoso por ser um rio de águas claras, por isso foi classificado como um dos "Três rios limpos do Japão", juntamente com o rio Kakita da Prefeitura de Shizuoka e o rio Shimanto da Prefeitura de Kochi. Em 1985, o rio Nagara foi reconhecido como uma das "100 águas famosas do Japão". Tendo sido incluído também entre as melhores áreas de spa no Japão em 1988 e 2001. O rio é um destino turístico muito popular devido a Nagaragawa Onsen, uma coleção de fontes termais naturais  que são conhecidas pelo alto teor de ferro.

## Pesca com cormorão

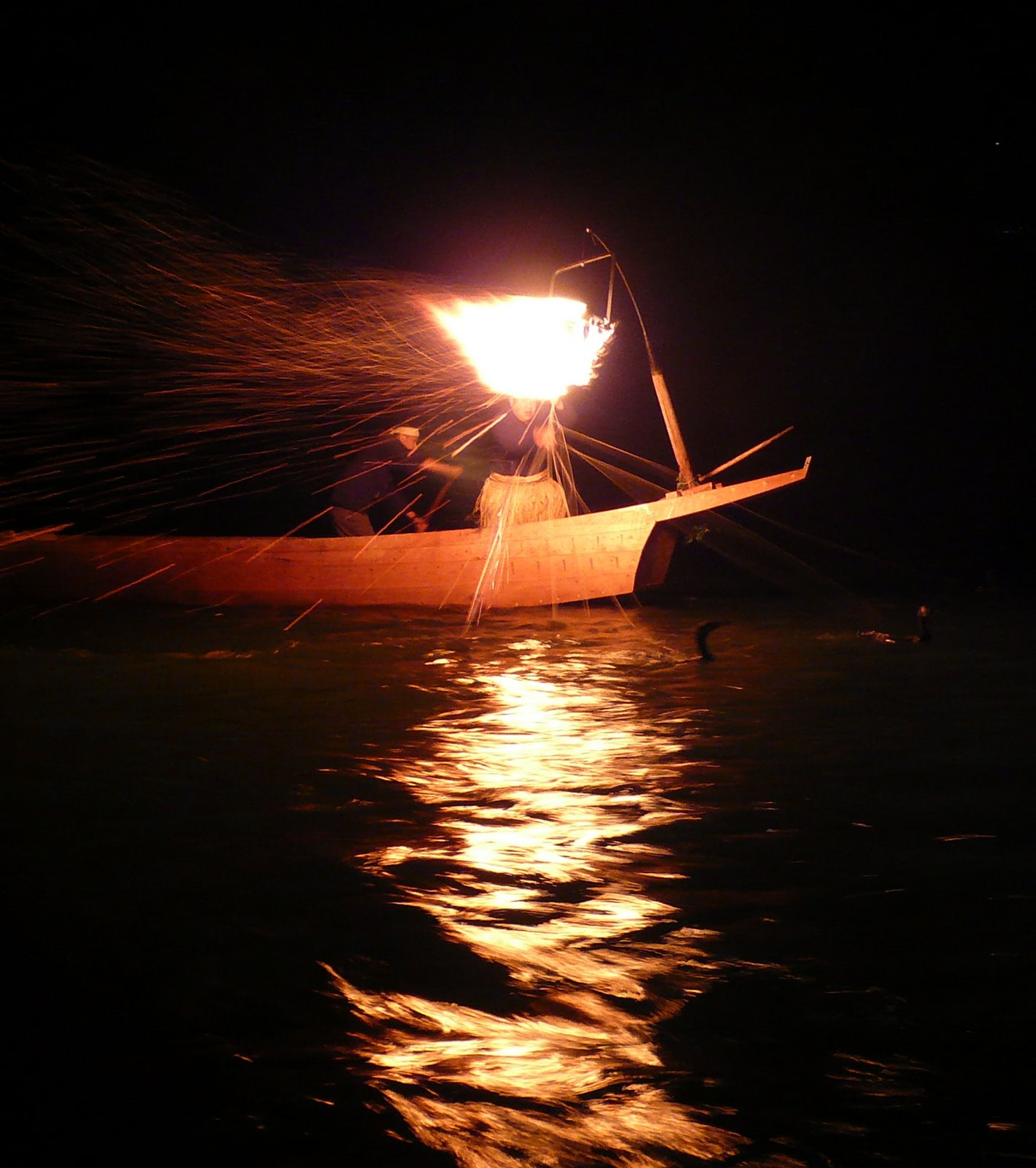
Pesca com cormorão no Rio Nagara em Gifu.

É uma técnica de pesca artesanal e tradicional com a utilização da ave marinha cormorão (ぎふ長良川の鵜飼, Gifu Nagaragawa no Ukai). Esta atividade remonta ao século VIII e é praticada no rio Nagara na província de Gifu. A pesca acontece a noite e os barcos carregam tochas para iluminar e orientar o retorno das aves ao barco. Os comoções recebem coleiras e são mantidos presos por corda, uma argola no pescoço da ave impede que engula os peixes. As aves nadam ao lado do barco e pescam mergulhando engolindo os peixes inteiros. Os pescadores passam a técnica de pai para filho e são credenciados pela Agência da Casa Imperial. A esca com cormorão é uma atração turística da região.

## Cidades banhadas pelo rio Nagara
O rio passa por ou serve de limite para as seguintes comunidades ribeirinhas: Prefeitura de Gifu (Gujo, Mino, Seki, Gifu, Hashima, Mizuho, Ogaki, Kaizu), Prefeitura de Aichi (Aisai) e Prefeitura de Mie (Kuwana).